# Дански мореузи
Дански мореузи, пролази или белтови су три мореуза у Данској.
Пет Данских мореуза:
- Ересунд (дан. Øresund, швед. Öresund), највећа ширина 10,5
- Категат (дан. Kattegat, швед. Kattegatt) највећа ширина 60
- Скагерак (дан. Skagerrak) највећа ширина 110
- Велики Белт, највећа ширина 3,7
- Мали Белт, највећа ширина 0,5

Ови мореузи су најважнија веза Балтичког мора са свјетским океанима. Као такви, имају велико стратешко значење и један су од разлога напада нацистичке Њемачке на Данску и Норвешку у Другом свјетском рату.